# Гуидор

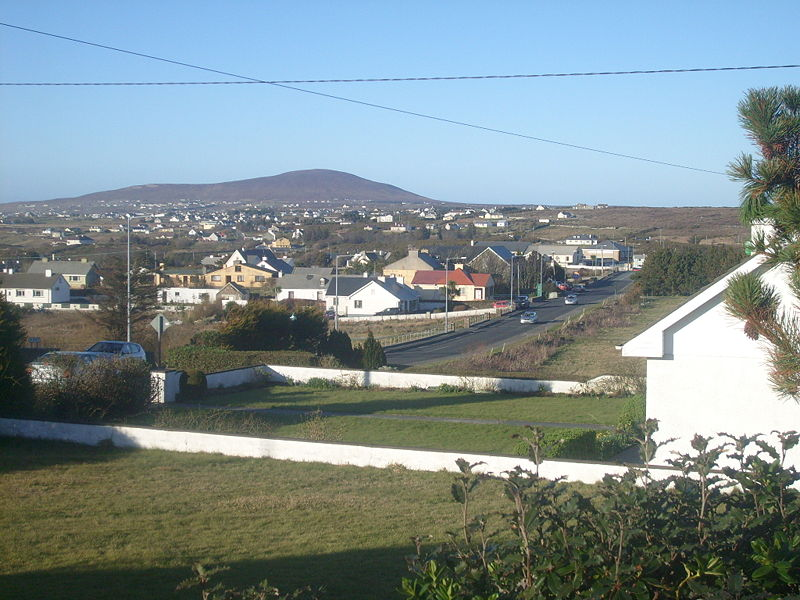

Гуидор (англ. Gweedore; ирл. Gaoth Dobhair) — деревня в Ирландии, находится в графстве Донегол (провинция Ольстер). Население — 4 065 человек (по переписи 2002 года).

## Известные уроженцы и жители
- Даффи, Джеймс (1889—1969) — ирландский кавалер креста Виктории.
- Эния Бреннан — ирландская певица, популярная как в Европе, так и в Америке, автор музыки к фильмам, бывшая солистка группы Clannad.
- Мойя Бреннан — ирландская певица, популярная как в Европе и Америке, так и в России, солистка группы Clannad.
- Другие участники группы  Clannad.
- Ифе Ни Фхайре (Aoife Ní Fhearraigh[англ.]) — ирландская певица, популярная как в Европе, так и в Америке.
- Мария Маккул (Maria McCool[англ.]) — ирландская фолк-певица, популярная в Европе.